# Ranunculus brevifolius
Ranunculus brevifolius Ten. – gatunek rośliny z rodziny jaskrowatych (Ranunculaceae Juss.). Występuje w środkowej części Włoch, w krajach byłej Jugosławii, w Albanii, Grecji oraz południowo-zachodniej części Turcji. 

## Morfologia
PokrójNiska bylina dorastająca do około 10 cm wysokości.
LiścieMają od 1 do 10 liści odziomkowych.
KwiatyDorastają do 15–35 mm średnicy.
OwoceNiełupki o długości 3–4 mm.
Gatunki podobneRoślina jest podobna do gatunku R. hybridus, ale okazy są mniejszych rozmiarów, liście odziomkowe są większe, a niełupki są z charakterystycznym długim dziobem.

## Biologia i ekologia
Występuje na wysokości do 2200 m n.p.m.